# Wolfgang Penzold
Wolfgang Penzold (* 20. Mai 1948) ist ein deutscher ehemaliger Fußballspieler. Von 1969 bis 1984 bestritt er in der DDR-Liga, der zweithöchsten Liga im DDR-Fußball, 225 Punktspiele und erzielte 22 Tore.

## Sportliche Laufbahn
Als 20-Jähriger wurde Wolfgang Penzold im Laufe der Saison 1969/70 in den Kader des DDR-Liga-Aufsteigers BSG Motor Hermsdorf aufgenommen. Sein Trainer Erich Dietel setzte ihn vom 10. Spieltag an ein, zunächst als Abwehrspieler, später im Sturm. In der 30 Spieltage währenden Saison kam Penzold auf 17 DDR-Liga-Einsätze. Seine erste Hermsdorfer Saison endete mit dem Abstieg in die Bezirksliga, dem jedoch der sofortige Wiederaufstieg folgte. Von der Spielzeit 1971/72 an wurden in der DDR-Liga nur noch 22 Spiele ausgetragen, und Penzold gelang es, sich mit 21 Einsätzen in der Stammelf der BSG Motor zu etablieren. Von nun an wurde er regelmäßig, auch bei den folgenden Trainern, in der Abwehr aufgeboten. Bis 1976 absolvierte Penzold weitere 63 Ligaspiele, unterbrochen 1973/74 durch eine weitere Bezirksligasaison. 1975/76 bestritt Penzold seine letzte Spielzeit für Motor Hermsdorf und verabschiedete sich mit seinen ersten drei DDR-Liga-Toren.
Zur Saison 1976/77 wechselte Wolfgang Penzold zum DDR-Liga-Aufsteiger BSG Fortschritt Weida. Dort verbrachte er sieben Spielzeiten, 1982/83 wieder durch einen Bezirksligaaufenthalt unterbrochen. Bis 1981 war er mit 88 Ligaeinsätzen präsent. In der Abstiegssaison 1981/82 hatte er nur einen Vollzeiteinsatz, daneben kam er in drei weiteren Spielen nur als Einwechsler zum Zuge. Auch nach dem erneuten sofortigen Wiederaufstieg war Penzold 1983/84 mit nur zwölf Ligaspielen nicht mehr Stammspieler.  
Als die BSG Fortschritt 1984 abermals aus der DDR-Liga absteigen musste und erst 1987 in die DDR-Liga zurückkehrte, hatte Wolfgang Penzold bereits eine Karriere als Leistungssportler beendet. In Weida hatte er es schließlich auf 124 Ligaspiele gebracht und dabei 19 Tore geschossen.